# Nicotikis lineipennis
Nicotikis lineipennis är en skalbaggsart som först beskrevs av Lewis 1908.  Nicotikis lineipennis ingår i släktet Nicotikis och familjen stumpbaggar. Inga underarter finns listade i Catalogue of Life.